# Носик Опанас Федорович
Носик Опанас Федорович (нар.13 лютого 1905 — пом.28 листопада 1956) — доктор ветеринарних наук, видатний вчений-паразитолог, директор Харківського ветеринарного інституту.

## Біографія
Опанас Федорович народився 31.01 (13.02).1905 року в с. Дмухайлівка (нині Новомоського району Дніпропетровської області).
З 1913 по 1918 роки навчався в школі.
У 1918 році навчався у вищому навчальному училищі.
У 1921 році вступив до Новомосковського педагогічного технікуму.
З 1922 по 1934 роки член ВЛКСМ.
У 1926 році завідувач школи, вчитель в с. Дмухайлівці.
У 1929 році вступив до Харківського зооветеринарного інституту, який з відзнакою закінчив у 1932 році.
У 1932 році ветеринар ВЕТЕПО (м. Київ).
У 1933 році навчався в аспірантурі, асистент кафедри паразитології.
У 1937 році захистив кандидатську дисертацію на тему: «Ехінококоз кишечника собаки і заходи боротьби з ним».
З 1937 по 1940 роки обіймав посаду декана ветеринарного факультету і доцента кафедри.
У 1939 році виконуючий обов'язки заступника директора інституту з наукової та учбової роботи.
З 1940 року член ВКП(б).
З 1940 по 1941 роки директор Львівського ветеринарного інституту, завідувач кафедри паразитології.
З 1941 по 1946 роки служив у лавах Радянської армії.
У 1946 році доцент.
З 1950 по 1956 роки директор Харківського ветеринарного інституту.
У 1953 році захистив докторську дисертацію на тему: «Ехінококоз тварин і заходи боротьби з ними».
З 1954 року професор кафедри паразитології Харківського зооветеринарного інституту.
У 1956 році пішов із життя.

## Праці
Опанас Федорович автор близько 80 наукових праць. Підготував 3 кандидатів наук.
Напрям наукових досліджень: вивчення епізоотології, патогенезу, клінічного прояву та розробка заходів боротьби та  профілактики ехінококозу тварин.
Основні праці:
- Гастрофилез лошадей и меры борьбы с ним. Науч. тр. Харьков. вет. ин-та. 1948. Вып. 2.
- Кокцидіози тварин і птиці. Київ, 1952.
- О борьбе с некоторыми паразитарными заболеваниями животных и птиц. Харьков, 1954.
- К эпизоотологии трихинеллеза. Мед. паразитол. и паразитар. болезни. Москва, 1959.

## Відзнаки та нагороди
- грамота «За кращу організацію академічної роботи» (1935);
- грамота «За високі показники у навчальному процесі» (1935);
- подяка «За ударну роботу та гарні виробничі показники»;
- медаль «За бойові заслуги» (1942);
- орден «Червоної зірки» (1944);
- медаль «За оборону Ленінграду» (1944);
- медаль «За перемогу над Германією» (1945).